# Escut de Navata
L'escut oficial de Navata té el següent blasonament:
Escut caironat: de gules, 2 claus passades en sautor amb les dents a dalt i mirant cap enfora, la d'or en banda per damunt de la d'argent en barra, acompanyades al cap d'un roc d'atzur perfilat d'or. Per timbre una corona de baró.

## Història
Va ser aprovat el 28 d'abril de 1993 i publicat al DOGC el 7 de maig del mateix any amb el número 1742.
Les claus són l'atribut de sant Pere, el patró local, i el roc d'atzur fimbriat d'or prové de les armes dels Rocabertí, barons de Navata des de 1249. La corona recorda que la vila fou el centre d'una baronia.